# Gali(III) arsenide
Gali(III) arsenide hay gali arsenua (GaAs) là hợp chất của gali và asen. Nó là chất bán dẫn với khe III-V (bandgap) trực tiếp với một cấu trúc tinh thể ánh nước kẽm. Arsenua galli được sử dụng trong sản xuất các linh kiện mạch tích hợp tần số vi sóng, mạch tích hợp đơn khối, điốt phát sáng hồng ngoại, điốt laser, các pin năng lượng mặt trời và các cửa sổ quang.

## Tính chất
Trong hợp chất, gali có trạng thái oxy hóa +3. Đơn tinh thể gali arsenide có thể được điều chế bằng ba quy trình công nghiệp: 
- Quá trình đóng băng gradient dọc (VGF).
- Sự phát triển của tinh thể bằng cách sử dụng một lò nung vùng nằm ngang trong kỹ thuật Bridgman-Stockbarger, trong đó gali và hơi asen phản ứng, và các phân tử tự do lắng đọng trên một tinh thể mầm ở cuối lò làm mát.
- Chất tăng trưởng Czochralski (LEC) được đóng gói bằng chất lỏng được sử dụng để tạo ra các tinh thể đơn có độ tinh khiết cao có thể thể hiện các đặc tính bán cách điện (xem bên dưới). Hầu hết các tấm GaAs được sản xuất bằng quy trình này.

Các phương pháp thay thế để sản xuất phim GaAs bao gồm: 
- Phản ứng VPE của gali kim loại dạng khí và arsenic trichloride : 2Ga + 2AsCl3 → 2GaAs + 3Cl2
- Phản ứng MOCVD của trimetylgali và arsine : Ga(CH3)3 + AsH3 → GaAs + 3CH4
- Epitaxy chùm phân tử (MBE) của gali và arsen : 4Ga + As4→ 4GaAs hoặc 2Ga + As2→ 2GaAs

Quá trình oxy hóa GaAs xảy ra trong không khí, làm giảm hiệu suất của chất bán dẫn. Bề mặt có thể được thụ động hóa bằng cách lắng đọng một lớp gali(II) sulfide khối bằng cách sử dụng hợp chất tert-butyl gali sulfide như (tBuGaS)